# 380-kV-Salzburgleitung

Leitungsführung

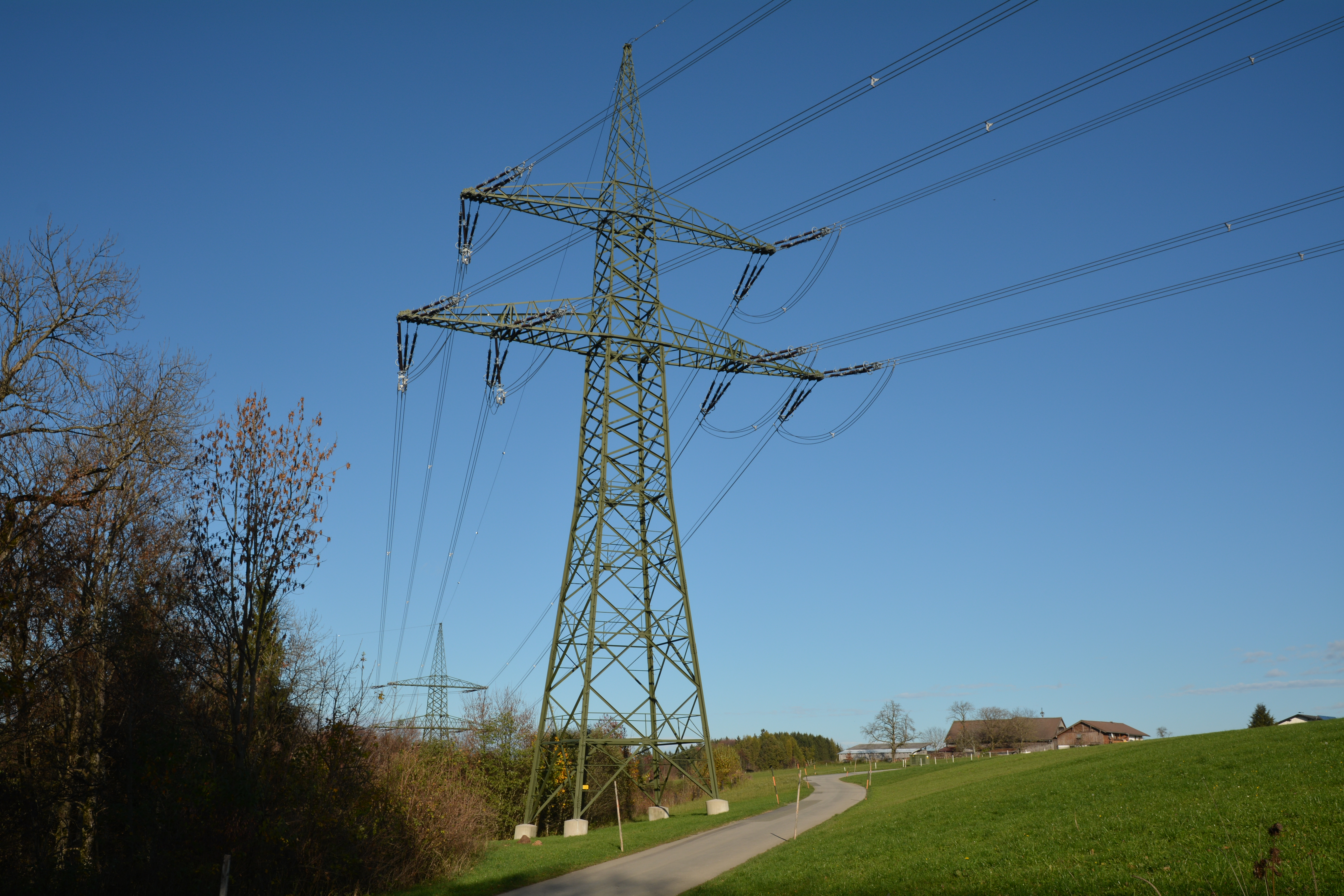
380-kV-Salzburgleitung, in Seeham nahe der Ortschaft Moos im November 2013

Als 380-kV-Salzburgleitung wird eine Hochspannungsleitung bezeichnet, welche zwischen dem Umspannwerk in St. Peter am Hart in Oberösterreich und dem Umspannwerk Tauern im Bundesland Salzburg mit einer Gesamtlänge von 160 km verläuft. Sie ist ein Teil des 380-kV-Hochspannungsrings in Österreich und wird von der Austrian Power Grid (APG) betrieben.
Am 27. Jänner 2011 wurde nach 16 Monaten Bauzeit der erste, 46 km lange Abschnitt zwischen dem Umspannwerk St. Peter und dem neu errichteten Umspannwerk Salzburg in Elixhausen nahe der Stadt Salzburg in Probebetrieb genommen, im Mai 2011 folgte der reguläre Betrieb. Dieser Leitungsabschnitt dient der elektrischen Energieversorgung des Großraums Stadt Salzburg und ersetzt eine bestehende 220-kV-Freileitung.
Technisch ist der bestehende erste Leitungsabschnitt als Dreierbündel (Leiterseil Al/St 635/117 mm2) für den Betrieb mit einer Nennspannung von 380 kV ausgelegt, wurde aber im ersten Zwischenbetriebszustand des Probebetriebs mit 220 kV betrieben. Die gesicherte Transportkapazität, unter Einhaltung der (n – 1)-Regel, beträgt bei Betrieb mit 220 kV in Summe 1.600 MVA und bei 380 kV in Summe 2.800 MVA. Die thermische Grenzleistung der Leitung beträgt 3.050 MVA. Dies entspricht der Versorgungskapazität für ca. 9 Millionen Privathaushalte, bei einem mittleren Leistungsbedarf von 330 W pro Haushalt.
Der Start der Bauarbeiten am zweiten Leitungsabschnitt zum Umspannwerk Tauern begann im Herbst 2019. Anfang April 2025 ist die Salzburgleitung in Vollbetrieb gegangen. Die offizielle Inbetriebnahme erfolgte dann Anfang Juni 2025. Seit der Inbetriebnahme werden die alten 220- und 110-kV-Leitungen demontiert, wodurch insgesamt 229 Masten und 65 Leitungskilometer eingespart werden.

## Kontroversen
Aufgrund der alpinen Verhältnisse und der räumlich engen Strukturen, ähnlich wie bei der 380-kV-Steiermarkleitung, ist die Trasse und Führung als 380-kV-Freileitung im zweiten Bauabschnitt umstritten und das Projekt mit medialer Präsenz verbunden. Die Gegner der Freileitung fordern eine – zumindest teilweise – Ausführung als erdverlegtes Hochspannungskabel, vom Betreiber werden gegen eine Verkabelung technische und ökonomische Gründe angeführt. Neben vorgebrachten optischen und landschaftlichen Beeinträchtigungen durch die Freileitungsmasten werden durch die hohe Betriebsspannung in unmittelbarer Nähe zur Freileitung durch Koronaentladungen Störgeräusche verursacht.
Einer der besonders umstrittenen Abschnitte war die Führung im Abschnitt Heuberg – Guggenthal – Gaisberg, da letzterer ein wichtiger Naherholungsraum der Stadt ist. Gaisberg-West, also auf der Stadtseite, wurde schon früh verworfen. 2001 wurde entschieden, von den drei möglichen Varianten, Nockstein-West zwischen Nockstein und Gaisberggipfel,
Nockstein-Mitte am Nockstein in Richtung Nord–Ost und Koppl-Steinbruch, die mittlere zu wählen, die auch die geringste Baulandbeeinträchtigung hat. Ein Ansuchen der Gemeinde Koppl, den Nockstein als Geschützten Landschaftsteil auszuweisen, wurde von der Landesregierung Anfang 2013 abgelehnt.